# Ио (фильм)
«Ио» (англ. Io) — американский научно-фантастический фильм режиссёра Джонатана Хелперта. В главных ролях Маргарет Куэлли и Энтони Маки. Фильм был выпущен во всем мире на Netflix  18 января 2019 года.

## Сюжет
Действие фильма происходит в будущем, когда атмосфера Земли стала токсичной. Большинство людей покинули планету, чтобы жить на космической станции возле Ио, спутника Юпитера. Сэм Уолден одна из тех, кто осталась на Земле для проведения опытов по приспосабливанию организмов к выживанию в новой среде.

## В ролях
| Актёр           | Роль                |
| --------------- | ------------------- |
| Маргарет Куэлли | Сэм Уолден          |
| Энтони Маки     | Майка               |
| Дэнни Хьюстон   | доктор Генри Уолден |
| Том Пэйн        | Илон (голос)        |

## Отзывы
Фильм получил низкие оценки кинокритиков. На сайте Rotten Tomatoes у картины 32 % положительных рецензий на основе 25 отзывов. На сайте Metacritic — 40 баллов из 100 на основе 6 рецензий.